# 로타어 마테우스
로타어 헤르베르트 마테우스(독일어: Lothar Herbert Matthäus, 1961년 3월 21일, 독일 바이에른주 에를랑겐 ~ )는 독일의 전 축구 선수, 축구 감독, 평론가이다. 현역 시절 포지션은 미드필더, 스위퍼였다.

## 국가대표팀 경력
1990년, 그는 서독 국가대표팀의 주장을 맡아 1990년 FIFA 월드컵을 우승한 공로로 유럽 올해의 축구 선수와 월드 사커 올해의 선수로 선정되었다. 그리고 1년 후, 그는 FIFA 올해의 선수 초대 수상 선수로 선정되었다.
그는 다섯 차례의 FIFA 월드컵 (1982, 1986, 1990, 1994, 1998) 에 참여하였으며 필드 플레이어로는 최다 대회에 출장하는 것은 물론, 최다 경기 출장 (25경기) 도 기록하고 있다.(출전 시간은 말디니가 더 많음, 말디니는 거의 풀타임으로 뛰었기 때문) 그는 4차례의 UEFA 유럽 축구 선수권 대회에 참여하여 UEFA 유로 1980에서 우승을 거두었고, 이어지는 UEFA 유로 1984, UEFA 유로 1988, UEFA 유로 2000에도 참가하였다. 1999년, 그는 38세의 나이로 독일 올해의 축구 선수에 선정되었다. 그는 독일 축구 국가대표팀 일원으로 최다 출장을 기록하였으며, 150번의 국가대표팀 경기 (이중 83경기를 서독 국가대표팀 일원으로 출장) 에 출장하였고 23득점을 올렸다.

## 기타
마테우스는 펠레가 선정한 125명의 가장 위대한 선수 명단인 FIFA 100에도 등재되어 있다. 디에고 마라도나는 "내가 상대한 최고의 라이벌이었다. 이것만으로도 설명이 충분하다."라고 그의 자서전 나는 디에고다 (Yo soy el Diego) 에 적었다.
유연하고 유능한 선수로, 마테우스는 넓은 시야에 패싱 능력, 포지션적 역할, 태클 타이밍, 그리고 폭발적인 슈팅을 지녔다. 현역 시절, 그는 주로 박스-투-박스 미드필더로 활약하다가 말년에는 스위퍼로 활약하였다.

## 수상

#### 바이에른 뮌헨
- 분데스리가 : 1984-85, 1985-86, 1986-87, 1993–94, 1996–97, 1998–99
- DFB-포칼 : 1985-86, 1997-98
- 리가포칼 : 1997, 1998, 1999
- DFL-슈퍼컵 : 1987
- UEFA컵 : 1995-96
- UEFA 챔피언스리그 준우승 : 1986–87, 1998–99

#### 인테르나치오날레
- 세리에 A: 1988-89
- UEFA컵: 1990-91

#### 메트로 스타스
- MLS 동부지구 : 2000

#### 독일
- FIFA 월드컵 : 우승 (1990), 준우승 (1982, 1986)
- UEFA 유로 : 1980
- US컵[3] : 1993

### 개인
- 발롱도르 : 1990
- FIFA 올해의 선수[4] : 1991
- 월드사커 올해의 선수 : 1990
- 키커 분데스리가 올해의 팀[5] : 1982–83, 1984–85, 1987–88, 1992–93, 1993–94
- UEFA 유로 대회 베스트: 1988
- FIFA 월드컵 실버볼, 올스타팀 : 1990
- FIFA XI : 1996, 1997, 2001
- 독일 축구 올해의 선수 : 1990, 1999
- 독일 축구 올해의 득점 : 1990, 1992
- 옹즈도르 : 1위 (1990), 3위 (1991)
- 피라타도르 : 1991
- 골든풋 : 2012

#### 선정
- 발롱도르 드림팀[6] : 2020
- 인테르나치오날레 명예의 전당
- 바이에른 뮌헨 명예의 전당[7]
- 바이에른 뮌헨 역대 베스트
- FIFA 100[8] : 2004

#### 발롱도르
- 1986 - 24
- 1987 - 12
- 1988 - 6
- 1989 - 4
- 1990 - 1
- 1991 - 2
- 1994 - 16
- 1999 - 10

## 같이 보기
- A매치 100경기 이상 출전한 축구 선수 명단
- FIFA 월드컵의 상